# Grouse
Grouse (más néven Grouse Flat) az Amerikai Egyesült Államok északnyugati részén, Oregon állam Wallowa megyéjében elhelyezkedő önkormányzat nélküli település.
Nevét a térségben megtalálható fajdpopulációról (grouse) kapta. Az 1896. január 28-án alapított posta első vezetője Samuel M. Silver volt.

## Fordítás
- Ez a szócikk részben vagy egészben  a   Grouse, Oregon című angol Wikipédia-szócikk ezen változatának fordításán alapul.  Az eredeti cikk szerkesztőit annak laptörténete sorolja fel. Ez a jelzés csupán a megfogalmazás eredetét és a szerzői jogokat jelzi, nem szolgál a cikkben szereplő információk forrásmegjelöléseként.